# グーフィー・グーファーズ
グーフィー・グーファーズ（Goofy Gophers）は、ルーニー・テューンズのキャラクター。

## 概要
当初2匹の名前は短編作品では存在せず、1960年のテレビ番組『バッグス・バニー・ショー』で『マックとトッシュ』という名前が付けられた。これはMacintoshのジョークである。
モデルはハタリスで、礼儀正くて敬語を話すリスである。
グーフィー・グーファーズは、自身の短編作品『Goofy Gophers（1947年）』に初デビュー、作ったのはアニメーターのロバート・クランペット。
ノーム・マッケイブは以前、『Gopher Goofy（1942年）』で、2匹のハタリスキャラクターを作ったが、クランペット氏のキャラクターとは殆ど似ていなかった。短編作品が制作に入る前、クランペットがスタジオを離れたため、アーサー・デイビスがディレクターになった。
マックは、メル・ブランクが担当し、トッシュは、スタン・フレバーグが担当した。
ワーナー・ブラザースのアニメスタジオが1969年に閉鎖されて以来、グーフィー・グーファーズの存在は薄まった。
だが近年、ワーナー・ブラザースのプロジェクトで複数のカメオ出演を作った。
マックとトッシュは『シルベスター&トゥイーティー ミステリー』のエピソード「I Gopher You」と『ダック・ドジャース』のエピソード「K-9はキャディーさん（K-9 Kaddy）」と「ドジャースの農園天国（Old McDodgers）」に登場した。その後2011年の『ルーニー・テューンズ・ショー』では、大幅に出番が増えて登場した。『新 ルーニー・テューンズ』では、「Fool's Gold」の中で登場した。

## 出演した短編作品
吹き替え版が存在するものは●（旧吹き替え版）と〇（現行吹き替え版）、存在しないものは×と表記。
| 邦題                 | 原題                   | 公開年 |
| -------------------- | ---------------------- | ------ |
| -                    | The Goofy Gophers      | 1947年 |
| -                    | Two Gophers from Texas | 1948年 |
| 悩めるハムレット     | A Ham in a Role        | 1949年 |
| 目には目を骨には骨を | A Bone for a Bone      | 1951年 |
| 野菜泥棒を追え       | I Gopher You           | 1954年 |
| 木の実に御用心       | Pests for Guests       | 1955年 |
| 消えた新居を探せ!    | Lumber Jerks           | 1955年 |
| ハタリスの逆襲       | Gopher Broke           | 1958年 |
| -                    | Tease for Two          | 1965年 |

## 声優
マック
- メル・ブランク（1947年～1965年まで）
- ジェフ・ベネット（1998年、『シルベスター&トゥイーティー ミステリー』のみ）
- ロブ・ポールセン（2003年～2015年まで）
- ジェフ・バーグマン（2019年～現在）

トッシュ
- スタン・フレバーグ（1947年～1958年まで）
- メル・ブランク（1965年）
- コーリー・バートン（1998年、『シルベスター&トゥイーティー ミステリー』のみ）
- ジェス・ハーネル（2003年～2015年まで）
- ディー・ブラッドリー・ベイカー（2019年～現在）

### 日本語版声優
マック
- 田野めぐみ（現行吹き替え版前期）
- 高木渉（現行吹き替え版後期）

トッシュ
- 梅津秀行（現行吹き替え版）